# 郑耀星
郑耀星，明朝末年官员，福建泉州府惠安县人。
明崇祯三年（1630年），郑耀星中举人。官至山西道御史。在隆武帝时上疏，说诸臣虚声多、实际少。南明永历元年（1647年）十月，起兵收复惠安县。永历二年（1648年）四月廿三，郑耀星率军数万人攻打惠安县城；七月，被清兵击败。